# Droga wojewódzka nr 925
Droga wojewódzka nr 925 (DW925) – droga wojewódzka w województwie śląskim o długości ok. 45 km łącząca Rybnik z Bytomiem. Droga przebiega przez 2 powiaty: rybnicki i mikołowski, oraz miasta-powiaty: Rybnik, Ruda Śląska i Bytom.

## Miejscowości leżące przy trasie DW925
- Rybnik (DW935)
- Przegędza
- Stanowice (DW924)
- Bełk (A1)
- Orzesze (DW926)
- Ornontowice
- Mikołów
  - Bujaków (DW927)
  - Paniowy
  - Borowa Wieś (DK44)
- Ruda Śląska:
  - Halemba
  - Wirek (A4)
  - Ruda (Trasa N-S i DTŚ/DW902)
  - Chebzie (DTŚ/DW902)
  - Godula
- Bytom
  - Szombierki
  - Śródmieście (DK94)